# Klosterneuburger Durchstich
Der Klosterneuburger Durchstich (ein Durchstich der Donau) wurde bei der Regulierung der Donau bis 1911 geschaffen. Der 6,7 km lange Kanal war notwendig, um den damaligen sanitären Ablauf in Klosterneuburg sicherzustellen. Zwischen der Donau und dem Durchstich entstand ein ca. 1 km breiter Auwaldstreifen, die Klosterneuburger Au.
Der Kanal gilt als bedeutsam für den Fischbestand im Bereich der Stauzone des Donaukraftwerks Freudenau. Er dient als Laichgebiet für Fische der Donau.
- Ausgangspunkt des Kanals: 48° 20′ 46″ N, 16° 17′ 30″ OKoordinaten: 48° 20′ 46″ N, 16° 17′ 30″ O
- Endpunkt des Kanals: 48° 17′ 52″ N, 16° 20′ 27″ O

## Einmündungen
Diese Bäche münden in den Durchstich und fließen mit ihm in die Donau:
- Kahlleitenbach (Donau) in Kritzendorf
- Burgweingrabenbach (Donau) in Kritzendorf
- Griebenbach in Kritzendorf
- Kierlingbach in Klosterneuburg-Kierling
- Weidlingbach in Klosterneuburg-Weidling